# 의성 생송리 마애보살좌상
의성 생송리 마애보살좌상(義城 生松里 磨崖菩薩坐像)은 대한민국 경상북도 의성군 단밀면 4대강 정비 사업 제32공구 현장의 낙단보 통합관리센터부지 조성공사 중에 발견된, 전체높이 213cm, 불상 높이 164cm 크기의 마애보살좌상이다. 2011년 9월 22일에 경상북도의 유형문화재 제432호로 지정되었다.

## 개요
이 마애보살좌상은 좌우로 약간 벌어진 삼산형(三山形)의 보관을 쓰고 한 손에는 연꽃가지를 쥐고 있다. 평면적으로 선각된 불신 위의 착의 상태는 알 수 없으나, 등 뒤쪽에는 원형의 두광(頭光)과 신광(身光)이 얕게 새겨져 있고, 대좌(臺座)도 이중선으로 새겨진 복엽(複葉)의 연화대좌이다. 이 보살상의 제작기법은 신체를 선각에 가깝게 평면적으로 새긴 반면에 얼굴부분은 사실적으로 정교하게 저부조(低浮彫)하였다. 이와 같은 조각기법은 고려 전기에 널리 일반화되었던 마애불 제작기법으로 판단된다.
의성 생송리 마애보살좌상은 상호(相好)가 원만하고 자비로운 보살의 이미지가 잘 표현된 고려 전기의 마애상으로서 낙동강변에 위치하고 있어 고려시대의 수운과 관련해서도 중요한 상이라 판단되므로 유형문화재로 지정되었다.
낙단보 건설과 함께 마애보살좌상 발견에 따른 문화재 보존과 인접 지방도 확장 등 국토발전과 더불어 문화 관광 인프라가 마련되었다.

## 발견
이 보살상은 2010년 10월 6일에 4대강 정비 사업 제32공구 현장의 낙단보 통합관리센터부지 조성공사 중에 발견되었다. 그런데 부득이 지름 10cm 가량의 구멍을 뚫는 작업을 하던 중 발견된 것이라 마애불 좌상의 상단 우측 광배부분이 훼손되어 고의 훼손 논란이 일었으나 당시 공사 업체의 실수로 확인되었다. 해당 구멍은 현재 메워진 상태다.
발견 당시 이 곳 강변이 20m 정도의 높은 절벽이었고, 흙이 두껍게 덮여 있었다. 당시 인부는 흙이 덮여 있는 곳에 시험 천공을 하고 일부가 바위임을 확인했는데, 흙을 긁어 내려가던 중 7m 정도 파내려가자 곡선으로 새겨진 바위가 드러났고, 흙을 털어보니 손가락이 발견되어 공사가 중단되었다고 한다. 당시 공사 인부는 "유난히 뚫리지 않던 부분이 있었는데 그게 부처의 얼굴이었다고. 천운이요, 부처의 힘인 것 같다"고 했다는 이야기가 전한다.
이후 제2의 마애불이 존재한다는 제보가 잇따르자 문화재청에서 발굴해보기로 하여 수개월 동안 조사를 하였으나 더 이상 마애불이 발견되지 않았다.

## 참고 자료
- 의성 생송리 마애보살좌상 - 국가유산청 국가유산포털